# Eksplozja na statku w Stoczni Północnej
Eksplozja na statku w Stoczni Północnej – miała miejsce 18 czerwca 1980 na rybackim statku (tuńczykowcu) B-406/6 budowanym dla ZSRR. Podczas oczyszczania w ramach przygotowywania do malowania zęz maszynowni, zamiast bezpiecznej i używanej w tym celu benzyny lakowej zastosowano wybuchową benzynę ekstrakcyjną – przyczyną było to, że zabrakło benzyny lakowej, a oczekiwanie na jej sprowadzenie opóźniłoby prace, więc użyto benzyny ekstrakcyjnej, której zapas był na miejscu. W wyniku rozpylania benzyny agregatem malarskim doszło do eksplozji zgromadzonych gazów (prawdopodobnie od iskry w instalacji elektrycznej lub silniku elektrycznym). Śmierć poniosło 18 pracowników stoczni i przedsiębiorstwa „Malmor”, 10 odniosło poważne obrażenia.